# Agostino Spinola
Agostino Spinola (Savona, ca. 1482 - Roma, 18 de outubro de 1537) foi um cardeal genovês, Camerlengo do Sacro Colégio Cardinalício. 

## Biografia
Filho de Giovanni Spinola, consignore de Garessio, e Petruccia Riario, foi sobrinho-neto do Papa Sisto IV, sobrinho do cardeal Pietro Riario, OFM Conv., e primo do cardeal Raffaele Riario. Vários cardeais vieram dos vários ramos da família Spinola.
Após ser secretário do Papa Júlio II, foi nomeado Bispo de Perugia em 19 de dezembro de 1509. Participou da nona à décima segunda sessões do Quinto Concílio de Latrão (1512-1517) e acompanhou o Papa Leão X em sua jornada a Bolonha para concluir as negociações com os franceses após a batalha de Marignano. Foi abade de San Pastore di Contigliano desde 1518 até sua morte.
Foi criado cardeal-presbítero no consistório de 3 de maio de 1527, recebendo o título de São Ciríaco nas Termas de Diocleciano em 3 de agosto. Camerlengo da Santa Igreja Romana, 8 de junho de 1528 até sua morte. Administrador da sé de Savona, 17 de julho de 1528 até sua morte. Em 15 de fevereiro de 1529, Spinola renunciou à sé episcopal de Perugia em favor de seu irmão, Carlo Spinola. Camerlengo do Sagrado Colégio dos Cardeais, 1 de janeiro de 1532 a 8 de janeiro de 1533. Passou para o título de Santo Apolinário em 5 de setembro de 1534. Participou do conclave de 1534, que elegeu o Papa Paulo III. Administrador da sé de Alatri, 10 de maio de 1535 até sua morte.
Morreu em Roma e o seu corpo foi transferido para Savona, sendo enterrado na tumba da família na igreja do convento de San Domenico, demolida em 1544; o baixo-relevo de mármore da tumba está agora no Palazzo Pozzobonello-Del Carretto.

## Conclaves
- Conclave de 1534 - participou da eleição do Papa Paulo III.